# Winea

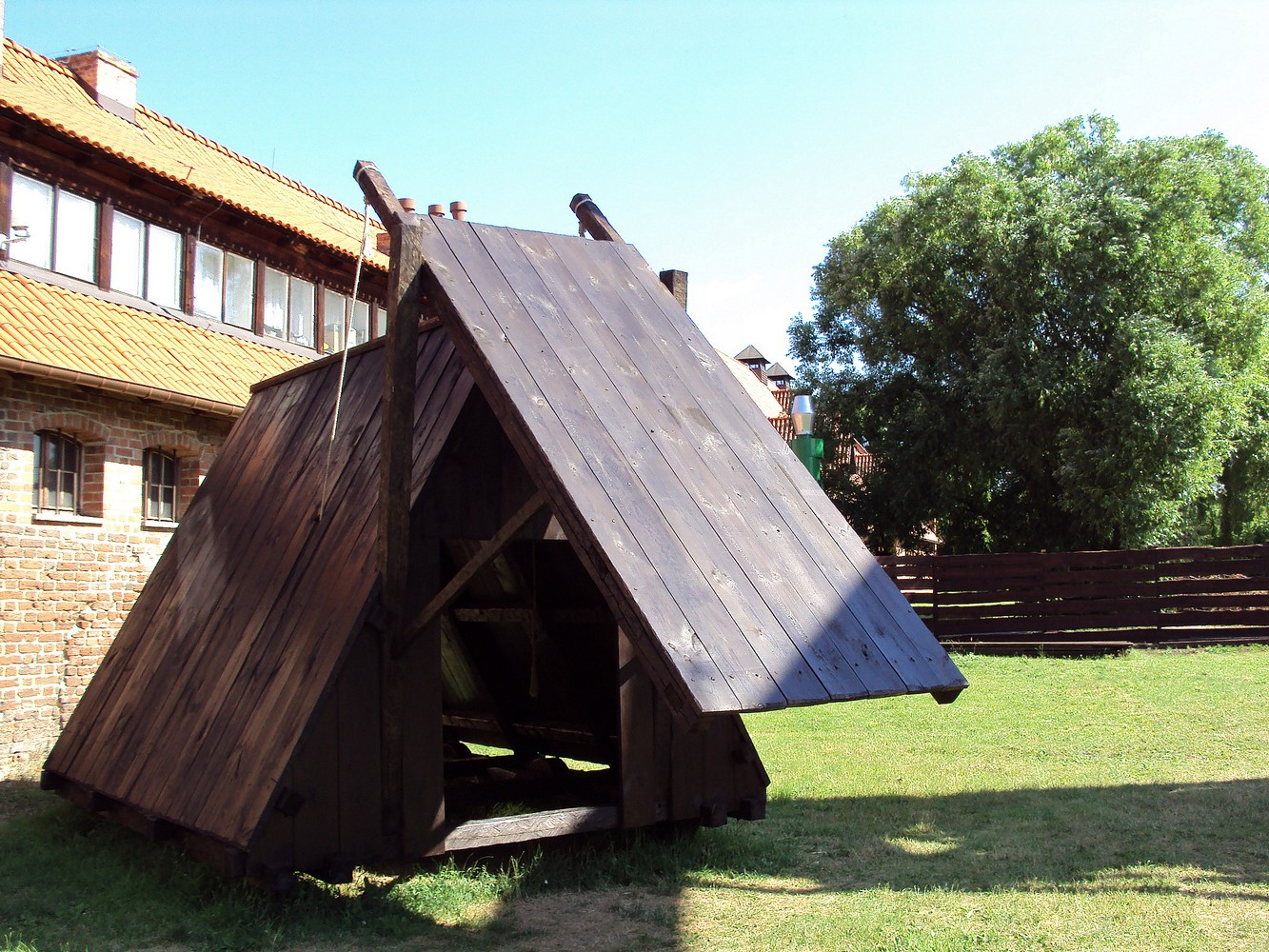
Winea - rekonstrukcja z wystawy machin oblężniczych w Malborku

Winea - mający formę szopy rodzaj machiny oblężniczej pełniącej rolę osłony przed łucznikami dla żołnierzy wybijających u podstawy murów obronnych otwory służące wdarciu się do obleganego miasta lub zasypujących fosy. Posiadała zazwyczaj koła lub rolki do przetaczania. Stosowana na dużą skalę już przez armię rzymską. Budowana z drewna lub wikliny, zabezpieczana przed podpaleniem pokryciem z niegarbowanych skór. Czasem służyła również broniącym twierdzy do niszczenia wież oblężniczych najeźdźcy. Zaletą takich machin była możliwość łączenia ich i tworzenia tym samym bezpiecznych korytarzy, które umożliwiały bliskie podejście do szturmowanego obiektu.